# Loon op Zand
Loon op Zand ( udtale ?) er en kommune og en by i den sydlige provins Noord-Brabant i Nederlandene. 

## Kernerne
- Loon op Zand
- Kaatsheuvel
- De Moer